# رائد جرار
رائد جرار، مهندس معماري أمريكي من أصل فلسطيني، مدوّن وناشط سياسي، ويمارس نشاطاته في واشنطن العاصمة في الولايات المتحدة. وهو مدير الاتصال والناطق باسم لجنة مكافحة التمييز الأمريكية-العربية.
ولد رائد جرار في العراق، ونشأ في الأردن والسعودية والعراق. وهو نصف عراقي ونصف فلسطيني. يحمل درجة البكالوريوس في العمارة من جامعة بغداد ودرجة الماجستير في الهندسة المعمارية من الجامعة الأردنية، خصص رسالته لموضوع إعادة الإعمار في العراق ما بعد الحرب.
أثناء دراسته في جامعة بغداد، التقى بزميل الدراسة المعماري سلام باكس وهو أحد أشهر المدونين العرب
اكتسب جرار شهرته الأولى باعتباره شخص أًشير إليه في عنوان مدونة «أين رائد؟»، والتي كتبها ويراجعها سلام باكس، وقد وضع فيها جرار بعض المشاركات بنفسه. حظيت هذه المدونة بتغطية إعلامية واسعة النطاق أثناء غزو العراق وما بعده.
جمع جرار، مع عائلته، مدوناتهم جميعاً في كتاب أسماه «مدونة حرب العراق، عائلة عراقية في ظل السنة الأولى من الاحتلال»، وقد نشر في شهر حزيران (يونيو) 2008. يبين الكتاب، من خلال كلماتهم، كيف تأثرت حياتهم بالأحداث الإرهابية وبتدمير المدينة والقتل اللذان تسبب بهما الجيش الأمريكي وقوات التحالف في ردها على ذلك. استطاعت العائلة النجاة من الهجمات الليلية والهجمات الصاروخية خلال النهار والتي تسببت بتدمير منزلهم. في حين كان أفراد عائلة جرار يؤرخون لحياتهم اليومية وسط الدمار، فقد قدموا أيضاً تحليلاً وصفياً للمناخ السياسي السائد جراء الاحتلال الأمريكي للعراق.
بعد سقوط بغداد عام 2003، عمل جرار مديراً لحملة مناصرة ضحايا الصراعات في العراق، وهي الوحيدة التي أجرت مسحاً ميدانياً للبيوت في العراق لحصر خسائر المدنيين منذ عام 2003. أسس منظمة «إعمار»، وهي منظمة غير حكومية نفّذت أعمالاً إنسانية وإعادة إعمار في مناطق عديدة في بغداد وجنوب العراق.

## حادثة جيت بلو

جانب من شعار "لن نصمت" باللغتين العربية والإنجليزية

لفت رائد جرار الانتباه بعد ذلك بفعل حادثة وقعت في 12 آب (أغسطس) 2006 في مطار جون إف كينيدي الدولي.
حاول رائد حجز مقعد في رحلة خطوط جيب بلو الجوية المتوجهة من نيويورك (مدينة) إلى أوكلاند، كاليفورنيا، وقد كان مرتدياً قميصاً أسود يحمل نصاً باللغتين العربية والإنجليزية «لن نصمت». أنتجت هذه القمصان جماعة «الصوت الحاسم» وهي جماعة مناهضة للحرب. استلهم النص من العبارة الألمانية Wir schweigen nicht والتي تعني «لن نصمت»، وهي شعار حركة الوردة البيضاء، الحركة المناهضة للنازية والفاشية الألمانية. وقد علّق جرار على ذلك بنفسه:
ذهبت إلى المطار في ذلك الصباح، وقد منعني أربعة ضباط من الذهاب إلى طائرتي، لأنني كنت ارتدي قميصاً يحمل عبارة «لن نصمت» باللغة العربية واللغة الإنجليزية. أخبرني أحد الضباط أن ارتداء قميص يحمل أبجدية عربية في مطارٍ هو كالذهاب إلى البنك بقميص يحمل عبارة «أنا لص».
بعد جدال طويل مع موظفي المطار، أُقنع جرار بارتداء قميص آخر فوق قميصه الأسود، اشتراه له أحد موظفي جيت بلو من محل لبيع الهدايا في المطار.
في 13 آب (أغسطس) 2013، سجل الاتحاد الأمريكي للحريات المدنية دعوى قضائية ضد شركة جيت بلو بزعم التمييز غير المشروع ضد جرار. في كانون الثاني (يناير) عام 2009، دفعت شركة جيت بلو مبلغ 240 ألف دولار لتسوية القضية

## النشاط السياسي
ترجم رائد جرار قانون النفط العراقي الجديد الذي اقترحته إدارة بوش. كما ترجم عدة نسخ من الاتفاقية الأمنية الأميركية العراقية الموقعة بين البلدين عام 2008.
أدلى جرار بشهادته أمام الكونغرس الأمريكي على مدى جلستين، وساعد في دعوة ثلاثة وفود برلمانية عراقية للإدلاء بالشهادة أمام الكونغرس الأميركي في عامي 2007 و 2008.

## روابط خارجية
- رائد في المنتصف، مدونة رائد جرار
- أين هو رائد؟، تدوينة كتبها سلام باكس
- الصوت الحاسم، منظمو حملة «لن نصمت» وموزعو القمصان
- فيديو: رائد جرار - القومية والطائفية في ظل الاحتلال الأمريكي للعراق (27 سبتمبر 2007)
- العراق تحت الاحتلال: رائد جرار يفك شيفرة التضليل